# Panaxia lutea
Panaxia lutea är en fjärilsart som beskrevs av Otto Staudinger 1861. Panaxia lutea ingår i släktet Panaxia och familjen björnspinnare. Inga underarter finns listade i Catalogue of Life.